# Bury Tomorrow
Bury Tomorrow is een Britse melodieuze metalcoreband afkomstig uit Southampton, Hampshire. De band werd in 2006 opgericht door Jason Cameron, Adam Jackson, Daniel Winter-Bates, Davyd Winter-Bates en Mehdi Vismara. In 2013 werd gitarist Vismara vervangen door Kristan Dawson. Anno 2024 heeft Bury Tomorrow zeven studioalbums uitgebracht.

## Personele bezetting
Huidige leden
- Daniel Winter-Bates – zang (2006–heden)
- Davyd Winter-Bates – bas (2006–heden)
- Adam Jackson – drums, percussie (2006–heden)
- Kristan Dawson – leidende gitaar, achtergrondzang (2013–heden)
- Ed Hartwell – slaggitaar (2021–heden)
- Tom Prendergast – keyboard, zang (2021–heden)

Voormalige leden
- Mehdi Vismara – leidende gitaar (2006–2013)
- Jason Cameron – slaggitaar, zang (2006–2021)

Tijdlijn

## Discografie

### Studioalbums
| Titel                                                   | Album details                                                                                              | Hoogste notering in de hitlijsten | Hoogste notering in de hitlijsten | Hoogste notering in de hitlijsten | Hoogste notering in de hitlijsten | Hoogste notering in de hitlijsten |
| Titel                                                   | Album details                                                                                              | UK                                | UK Rock & Metal                   | UK Indie                          | UK Indie Breakers                 | US Heat.                          |
| ------------------------------------------------------- | --- | --------------------------------- | --------------------------------- | --------------------------------- | --------------------------------- | --------------------------------- |
| Portraits                                               | - Uitgebracht: 12 oktober 2009 - Label: Basick Records, Artery Recordings - Formats: cd, download (muziek) | —                                 | —                                 | —                                 | —                                 | —                                 |
| The Union of Crowns                                     | - Uitgebracht: 13 juli 2012 - Label: Nuclear Blast - Formats: cd, download                                 | —                                 | 6                                 | 11                                | 3                                 | 25                                |
| Runes                                                   | - Uitgebracht: 26 mei 2014 - Label: Nuclear Blast - Formats: cd, download                                  | 34                                | 1                                 | 6                                 | 6                                 | 16                                |
| Earthbound                                              | - Uitgebracht: 29 januari 2016 - Label: Nuclear Blast - Formats: cd, download                              | 24                                | 2                                 | 6                                 | —                                 | 14                                |
| Black Flame                                             | - Uitgebracht: 13 juli 2018 - Label: Music for Nations, Sony Music - Formats: cd, download                 | 21                                | 2                                 | —                                 | —                                 | 13                                |
| Cannibal                                                | - Uitgebracht: 3 juli 2020 - Label: Music for Nations - Formats: cd, download                              | 10                                | 1                                 | —                                 | —                                 | —                                 |
| The Seventh Sun                                         | - Uitgebracht: 31 maart 2023 - Label: Music for Nations - Formats: cd, download                            | 35                                | 1                                 | —                                 | —                                 | —                                 |
| "—" geeft aan dat een album geen notering behaald heeft | |                                   |                                   |                                   |                                   |                                   |

### Ep's
- 2020 - Gods & Machines